# Ghedeo
I Ghedeo sono un gruppo etnico dell'Etiopia meridionale, di cui fa parte circa un milione di persone (1% della popolazione etiope) secondo il censimento del 2007. Parlano una lingua cuscitica.
I due terzi della popolazione risiedono nella omonima Zona amministrativa nella Regione delle Nazioni, Nazionalità e Popoli del Sud. Il principale centro urbano è Dila.

## Scontri etnici
Nel 2018 si assisté all'acuirsi degli scontri etnici tra i Ghedeo e i limitrofi popoli Oromo, specialmente nella zona del Guggi Occidentale, nel contesto di crescente turbolenza politica in Etiopia, che sfociò nella nomina del nuovo primo ministro Abiy Ahmed, di etnia oromo.
I violenti scontri comportarono lo sfollamento di almeno 800.000 individui, prevalentemente Ghedeo, un numero molto elevato in un periodo brevissimo, provocando una crisi umanitaria poco pubblicizzata, ma molto grave.